# 50e cérémonie des César
La 50e cérémonie des César du cinéma, organisée par l'Académie des arts et techniques du cinéma, se déroule à Paris, à l'Olympia, le 28 février 2025, et récompense les films sortis en France en 2024.
La cérémonie est présidée par Catherine Deneuve et mise en scène par Cédric Klapisch.
Les nominations sont annoncées le 29 janvier 2025.

## Préambule
Le 24 janvier, Canal+ annonce que la cérémonie sera présentée de façon collégiale avec comme intervenants :
- Jean-Pascal Zadi (intervenant principal)
- Emmanuelle Béart
- Alice Belaïdi
- Cécile de France
- Hafsia Herzi
- Bouli Lanners
- William Lebghil
- Vincent Macaigne
- Pio Marmaï
- Vimala Pons
- Raphaël Quenard
- Ludivine Sagnier
- Justine Triet

La bande annonce de la cérémonie est diffusée le 30 janvier 2025 ; elle est réalisée par Cédric Klapisch sur une idée de Mohamed Hamidi. À la manière des « alcooliques anonymes », plusieurs acteurs et actrices non-césarisés, se lamentent de n'avoir jamais été récompensés. Sont présents : Louise Bourgoin, François Damiens, Franck Dubosc, Vincent Macaigne, Géraldine Nakache et Zinedine Soualem, tandis que Jean-Pascal Zadi anime le débat en tentant de les calmer et en essayant de les réconforter ; il est le seul du groupe à avoir obtenu un César (meilleure révélation masculine pour Tout simplement noir lors des César 2021). Au milieu de la conversation, Cécile de France et Kad Merad (eux aussi césarisés), entrent dans la pièce avec leurs César à la main. S'apercevant qu'ils se sont trompés de salle, ils s'excusent en invitant Jean-Pascal Zadi à les rejoindre dès que cette réunion sera terminée, pour l'autre réunion, celle des personnalités césarisées. La scène se déroule sous les regards jaloux des non-césarisés, puis de leurs commentaires acérés une fois que Cécile de France et Kad Merad ont quitté la pièce,,.

## Présentateurs et intervenants
Par ordre d'apparition :
- Jean-Pascal Zadi, intervenant principal (discours d'introduction)
- Catherine Deneuve, présidente de la cérémonie (discours d'ouverture)
- Hommage à Alain Delon
- Pio Marmaï et Raphaël Quenard pour la remise des César de la meilleure révélation masculine, de la meilleure adaptation et du meilleur court métrage de fiction
- Sketch des acteurs et actrices du film Un p'tit truc en plus, accompagnés de Dany Boon et Kad Merad
- William Lebghil et Vimala Pons pour la remise des César du meilleur premier film et des meilleurs décors
- Anamaria Vartolomei et Bertrand Bonello pour la remise du César du meilleur film étranger
- Ludivine Sagnier et Zita Hanrot et les danseuses de la compagnie de Leïla Ka, pour la remise des César des meilleurs costumes, du meilleur son et de la meilleure révélation féminine
- Hommage à Michel Blanc
- Josiane Balasko et Thierry Lhermitte pour la remise du César du meilleur scénario original
- Vincent Macaigne et Cécile de France pour la remise des César de la meilleure actrice dans un second rôle, du meilleur court métrage d'animation et du meilleur film d'animation
- Karin Viard pour la remise du César d'honneur à Costa-Gavras
- Discours de Costa-Gavras
- Bouli Lanners et Alice Belaïdi pour la remise des César du meilleur acteur dans un second rôle, du meilleur montage et des effets visuels
- Hommage aux disparus dont Bertrand Blier, Niels Arestrup, Margaret Menegoz, Anouk Aimée et Laurent Cantet, mis en musique par Pomme et Aliocha Schneider
- Clive Owen pour la remise du César d'honneur à Julia Roberts
- Discours de Julia Roberts
- Franck Dubosc, lauréat de ceux qui n'ont jamais reçu de César, nommé avec Louise Bourgoin, François Damiens, Vincent Macaigne, Géraldine Nakache et Zinedine Soualem
- Franck Dubosc et Jean-Pascal Zadi pour la remise du César de la meilleure photographie
- Kaouther Ben Hania et Emmanuelle Béart pour les remises des César du meilleur documentaire et du meilleur court métrage documentaire
- Justine Triet, hommage à David Lynch et pour la remise du César de la meilleure réalisation
- Cécile de France, Pio Marmaï, Zita Hanrot, Vincent Macaigne et Vimala Pons pour la remise du César du meilleur acteur
- Raphaël Quenard, Ludivine Sagnier, Alice Belaïdi et William Lebghil pour la remise du César de la meilleure actrice
- Catherine Deneuve pour la remise du César du meilleur film

## Palmarès
L'Académie des arts et techniques du cinéma publie la liste officielle des nominations le 29 janvier,.

### Meilleur film
- Emilia Pérez de Jacques Audiard, produit par Pascal Caucheteux, Jacques Audiard et Valérie Schermann
  - Le Comte de Monte-Cristo de Matthieu Delaporte et Alexandre de la Patelliere, produit par Dimitri Rassam et Jérôme Seydoux
  - En fanfare d'Emmanuel Courcol, produit par Marc Bordure et Robert Guédiguian
  - L'Histoire de Souleymane de Boris Lojkine, produit par Bruno Nahon
  - Miséricorde d'Alain Guiraudie, produit par Charles Gillibert

### Meilleure réalisation
- Jacques Audiard pour Emilia Pérez
  - Gilles Lellouche pour L'Amour ouf
  - Matthieu Delaporte et Alexandre de La Patellière pour Le Comte de Monte-Cristo
  - Boris Lojkine pour L'Histoire de Souleymane
  - Alain Guiraudie pour Miséricorde

### Meilleur acteur
- Karim Leklou pour le rôle d'Aymeric dans Le Roman de Jim
  - François Civil pour le rôle de Clotaire dans L'Amour ouf
  - Benjamin Lavernhe pour le rôle de Thibaut Desormeaux dans En fanfare
  - Pierre Niney pour le rôle d'Edmond Dantès dans Le Comte de Monte-Cristo
  - Tahar Rahim pour le rôle de Charles Aznavour dans Monsieur Aznavour

### Meilleure actrice
- Hafsia Herzi pour le rôle de Mélissa dans Borgo
  - Adèle Exarchopoulos pour le rôle de Jackie dans L'Amour ouf
  - Karla Sofía Gascón pour le rôle d'Emilia Pérez dans Emilia Pérez
  - Zoé Saldaña pour le rôle de Rita Moro Castro dans Emilia Pérez
  - Hélène Vincent pour le rôle de Michelle Giraud dans Quand vient l'automne

### Meilleur acteur dans un second rôle
- Alain Chabat pour le rôle du père de Jackie dans L'Amour ouf
  - David Ayala pour le rôle de Walter dans Miséricorde
  - Bastien Bouillon pour le rôle de Fernand de Morcerf dans Le Comte de Monte-Cristo
  - Jacques Develay pour le rôle de l'abbé Philippe Griseul dans Miséricorde
  - Laurent Lafitte pour le rôle de Gérard de Villefort dans Le Comte de Monte-Cristo

### Meilleure actrice dans un second rôle
- Nina Meurisse pour le rôle de l'agente de l'OFPRA dans L'Histoire de Souleymane
  - Élodie Bouchez pour le rôle de mère de Clotaire dans L'Amour ouf
  - Anaïs Demoustier pour le rôle de Mercédès de Morcerf dans Le Comte de Monte-Cristo
  - Catherine Frot pour le rôle de Martine Rigal dans Miséricorde
  - Sarah Suco pour le rôle de Sabrina dans En fanfare

### Meilleure révélation masculine
- Abou Sangaré pour le rôle de Souleymane dans L'Histoire de Souleymane
  - Adam Bessa pour le rôle de Hamid dans Les Fantômes
  - Malik Frikah pour le rôle de Clotaire (à 17 ans) dans L'Amour ouf
  - Félix Kysyl pour le rôle de Jérémie Pastor dans Miséricorde
  - Pierre Lottin pour le rôle de Jimmy Lecocq dans En fanfare

### Meilleure révélation féminine
- Maïwène Barthelemy pour le rôle de Marie-Lise dans Vingt Dieux
  - Malou Khebizi pour le rôle de Liane dans Diamant brut
  - Megan Northam pour le rôle de Rabia dans Rabia
  - Mallory Wanecque pour le rôle de Jackie (à 15 ans) dans L'Amour ouf
  - Souheila Yacoub pour le rôle de Nour dans Planète B

### Meilleur scénario original
- Boris Lojkine et Delphine Agut pour L'Histoire de Souleymane
  - Stéphane Demoustier pour Borgo
  - Emmanuel Courcol et Irène Muscari pour En fanfare
  - Alain Guiraudie pour Miséricorde
  - Louise Courvoisier et Théo Abadie pour Vingt Dieux

### Meilleure adaptation
- Jacques Audiard pour Emilia Pérez  d'après le roman Écoute (en) de Boris Razon
  - Matthieu Delaporte et Alexandre de La Patellière pour Le Comte de Monte Cristo d'après le roman Le Comte de Monte-Cristo d'Alexandre Dumas
  - Michel Hazanavicius et Jean-Claude Grumberg pour La Plus Précieuse des marchandises d'après le conte La Plus Précieuse des marchandises de Jean-Claude Grumberg

### Meilleurs effets visuels
- Cédric Fayolle pour Emilia Pérez
  - Cédric Fayolle, Hugues Namur et Émilien Lazaron pour La Bête
  - Olivier Cauwet pour Le Comte de Monte-Cristo
  - Stéphane Dittoo pour Monsieur Aznavour

### Meilleurs costumes
- Thierry Delettre pour Le Comte de Monte-Cristo 
  - Isabelle Pannetier pour L'Amour ouf
  - Virginie Montel pour Emilia Pérez
  - Isabelle Mathieu pour Monsieur Aznavour
  - Anaïs Romand pour Sarah Bernhardt, la Divine

### Meilleurs décors
- Stéphane Taillasson pour Le Comte de Monte-Cristo
  - Jean-Philippe Moreaux pour L'Amour ouf
  - Emannuelle Duplay pour Emilia Pérez
  - Stéphane Rozenbaum pour Monsieur Aznavour
  - Olivier Radot pour Sarah Bernhardt, la Divine

### Meilleure photographie
- Paul Guilhaume pour Emilia Pérez
  - Laurent Tangy pour L'Amour ouf
  - Nicolas Bolduc pour Le Comte de Monte-Cristo
  - Tristan Galand pour L'Histoire de Souleymane
  - Claire Mathon pour Miséricorde

### Meilleur montage
- Xavier Sirven pour L'Histoire de Souleymane
  - Simon Jacquet pour L'Amour ouf
  - Célia Lafitedupont pour Le Comte de Monte-Cristo
  - Juliette Welfling pour Emilia Pérez
  - Guerric Catala pour En fanfare

### Meilleur son
- Erwan Kerzanet, Aymeric Devoldère, Cyril Holtz et Niels Barletta pour Emilia Pérez
  - Cédric Deloche, Gwennolé Le Borgne, Jon Goc et Marc Doisne pour L'Amour ouf
  - David Rit, Gwennolé Le Borgne, Olivier Touche, Laure-Anne Darras, Marion Papinot, Marc Doisne et Samuel Delorme pour Le Comte de Monte-Cristo
  - Pascal Armant, Sandy Notarianni et Niels Barletta pour En fanfare
  - Marc-Olivier Brullé, Pierre Bariaud, Charlotte Butrak et Samuel Aichoun pour L'Histoire de Souleymane

### Meilleure musique originale
- Camille et Clément Ducol pour Emilia Pérez
  - Jon Brion pour L'Amour ouf
  - Jérôme Rebotier pour Le Comte de Monte-Cristo
  - Alexandre Desplat pour La Plus Précieuse des marchandises
  - Charlie et Linda Courvoisier pour Vingt Dieux

### Meilleur premier film
- Vingt Dieux de Louise Courvoisier
  - Diamant brut d'Agathe Riedinger
  - Les Fantômes de Jonathan Millet
  - Le Royaume de Julien Colonna
  - Un p'tit truc en plus d'Artus

### Meilleur film d'animation
- Flow, le chat qui n'avait plus peur de l'eau de Gints Zilbalodis
  - La Plus Précieuse des marchandises de Michel Hazanavicius
  - Sauvages ! de Claude Barras

### Meilleur film documentaire
- La Ferme des Bertrand de Gilles Perret, produit par Denis Carot et Ulysse Payet
  - La Belle de Gaza de Yolande Zauberman, produit par Bruno Nahon et Yolande Zauberman
  - Bye Bye Tibériade de Lina Soualem, produit par Jean-Marie Nizan
  - Dahomey de Mati Diop, produit par Ève Robin et Judith Lou Lévy
  - Ernest Cole, photographe de Raoul Peck, produit par Raoul Peck
  - Madame Hofmann de Sébastien Lifshitz, produit par Muriel Meynard

### Meilleur film étranger
- La Zone d'intérêt de Jonathan Glazer •  Royaume-Uni,  Pologne et  États-Unis (en allemand)
  - Anora de Sean Baker •  États-Unis (en anglais)
  - Les Graines du figuier sauvage de Mohammad Rasoulof •  France et  Allemagne (en persan)
  - The Apprentice d'Ali Abbasi •  Canada,  États-Unis,  Danemark et  Irlande (en anglais)
  - The Substance de Coralie Fargeat •  Royaume-Uni,  France et  États-Unis (en anglais)

### Meilleur court métrage de fiction
- L'Homme qui ne se taisait pas de Nebojša Slijepčević
  - Boucan de Salomé Da Souza
  - Ce qui appartient à César de Violette Gitton
  - Queen Size d'Avril Besson

### Meilleur court métrage d'animation
- Beurk ! de Loïc Espuche
  - GiGi de Cynthia Calvi
  - Papillon de Florence Miailhe

### Meilleur court métrage documentaire
- Les Fiancées du sud d'Elena López Riera
  - Petit Spartacus de Sara Ganem
  - Un cœur perdu et autres rêves de Beyrouth de Maya Abdul-Malak

### César des lycéens
- Le Comte de Monte-Cristo de Matthieu Delaporte et Alexandre de La Patellière, produit par Dimitri Rassam et Jérôme Seydoux
  - Emilia Pérez de Jacques Audiard, produit par Pascal Caucheteux, Jacques Audiard et Valérie Schermann
  - En fanfare d'Emmanuel Courcol, produit par Marc Bordure et Robert Guédiguian
  - L'Histoire de Souleymane de Boris Lojkine, produit par Bruno Nahon
  - Miséricorde d'Alain Guiraudie, produit par Charles Gillibert

### César d'honneur
- Julia Roberts[8]
- Costa-Gavras

## Statistiques

### Nominations multiples
- 14 : Le Comte de Monte-Cristo
- 13 : L'Amour ouf
- 12 : Emilia Pérez
- 8 : L'Histoire de Souleymane ; Miséricorde
- 7 : En fanfare
- 4 : Monsieur Aznavour ; Vingt Dieux
- 3 : La Plus Précieuse des marchandises
- 2 : Borgo ; Diamant brut ; Les Fantômes ; Sarah Bernhardt, la Divine

### Récompenses multiples
- 7 : Emilia Pérez
- 4 : L'Histoire de Souleymane
- 2 : Le Comte de Monte-Cristo et Vingt Dieux

### Grands perdants
- 2 / 14 : Le Comte de Monte-Cristo
- 1 / 13 : L'Amour ouf
- 0 / 8 : Miséricorde
- 0 / 7 : En fanfare
- 0 / 4 : Monsieur Aznavour

## Audiences
La cérémonie réunit près de 2,013 millions de téléspectateurs, soit 13,3 % de part d'audience. Cette performance est en hausse par rapport à l'édition précédente, qui a attiré 1,86 million de personnes (11,8 % de part d'audience).

## Réception critique
La cérémonie 2025 des Césars s'est « surpassée dans l’ennui » selon la journaliste Abnousse Shalmani, cérémonie qu'elle décrit comme empreinte d'un « conformisme gluant ».

## Faits marquants
Les trois plus gros succès cinématographiques de l’année 2024 tels que Le Comte de Monte-Cristo avec neuf millions d'entrées rentrant ainsi dans le Top 20 des plus gros succès français au box-office, L'Amour ouf avec 4 millions d’entrées en France ou encore Un p'tit truc en plus dépassant les 10,8 millions d’entrées dans les salles françaises, tout en devenant un des 100 plus gros succès du cinéma français en termes d'entrées, entrant même, à la fin 2024 dans le top 20, n’obtiennent même pas le prix du meilleur film, malgré leurs scores exceptionnels au box office.
Quant au film Un p'tit truc en plus, il ne récolte qu’une seule nomination sans remporter de prix. De plus, l’équipe du film était au fond de la salle ce soir là, ce qui crée l’indignation des internautes,,,,,.